# 7,4'-二羟基-6-甲氧基黄酮
7,4'-二羟基-6-甲氧基黄酮是一种6,7,4'-三羟基黄酮衍生的O-甲基化黄酮，分子式C16H12O5，存在于菊科植物Iva hayesiana和蘋果薄荷（Mentha suaveolens)等植物中。